# Guerra del Peloponeso
La guerra del Peloponeso (en griego, Πελοποννησιακός Πόλεμος, transliterado como Peloponnēsiakós Pólemos) (431 a. C.-404 a. C.) fue un conflicto militar de la antigua Grecia que enfrentó a las ciudades formadas por la Liga de Delos (encabezada por Atenas) y la Liga del Peloponeso (encabezada por Esparta).
Tradicionalmente, los historiadores han dividido la guerra en tres fases. Durante la primera, llamada la guerra arquidámica, Esparta lanzó repetidas invasiones sobre el Ática, mientras que Atenas aprovechaba su supremacía naval para atacar las costas del Peloponeso y trataba de sofocar cualquier signo de malestar dentro de su Imperio. Este período de la guerra concluyó en 421 a. C., con la firma de la Paz de Nicias. Sin embargo, al poco tiempo el tratado fue roto por nuevos combates en el Peloponeso, lo que llevó a la segunda fase. En 415 a. C., Atenas envió una inmensa fuerza expedicionaria para atacar a varios aliados de Esparta. La expedición ateniense, que se prolongó del 415 al 413 a. C., terminó en desastre, con la destrucción de gran parte del ejército y la reducción a la esclavitud de miles de soldados atenienses y aliados.
Esto precipitó la fase final de la guerra, que suele ser llamada la guerra de Decelia. En esta etapa, Esparta, con la nueva ayuda de Persia y los sátrapas (gobernadores regionales) de Asia Menor, apoyó rebeliones en estados bajo el dominio de Atenas en el mar Egeo y en Jonia, con lo cual debilitó a la Liga de Delos y, finalmente, privó a Atenas de su supremacía marítima. La destrucción de la flota ateniense en Egospótamos puso fin a la guerra y Atenas se rindió al año siguiente.
La guerra del Peloponeso cambió el mapa de la antigua Grecia. Desde un punto de vista helénico, Atenas, la principal ciudad antes de la guerra, fue reducida prácticamente a un estado de sometimiento, mientras Esparta se establecía como el mayor poder de Grecia. El costo económico de la guerra se sintió en todo el mundo heleno; un estado de pobreza se extendió por el Peloponeso, mientras que Atenas se encontró a sí misma completamente devastada y jamás pudo recuperar su antigua prosperidad. La guerra también acarreó cambios más sutiles dentro de la sociedad griega; el conflicto entre la democracia ateniense y la oligarquía espartana, cada una de las cuales apoyaba a facciones políticas amigas dentro de otras ciudades estado, hizo de las guerras civiles algo común en el mundo griego.
Mientras tanto, las guerras entre ciudades, que originariamente eran una forma de conflicto limitado y formal, se convirtieron en luchas sin cuartel entre ciudades estado que incluían atrocidades a gran escala. La guerra del Peloponeso, que destrozó tabúes religiosos y culturales, devastó extensos territorios y destruyó ciudades enteras, marcando el dramático final del dorado siglo V a. C. de Grecia.

## Preludio

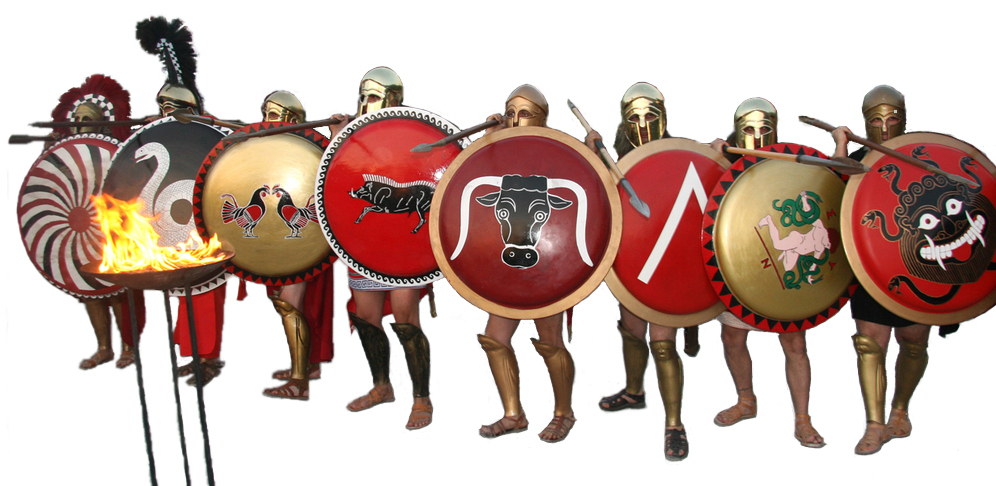
Recreación moderna de una fila de hoplitas

En la Historia de la guerra del Peloponeso, libro uno, sección 23, Tucídides aclara que Esparta comenzó la guerra con Atenas «porque temía que los atenienses se hicieran más poderosos, al ver que la mayor parte de la República Helénica se encontraba bajo el control de Atenas». Ciertamente, los casi cincuenta años de historia griega que precedieron al inicio de la guerra del Peloponeso habían estado marcados por el desarrollo de Atenas como uno de los poderes principales en el mundo mediterráneo. Tras rechazar los griegos la invasión persa en el año 480 a. C., Atenas encabezó la coalición de polis (ciudades estado) griegas que continuaron las guerras médicas conocida como la Liga de Delos, atacando territorios persas en el Egeo y Jonia. Lo que siguió fue un período al cual se ha denominado Pentecontecia (nombre dado por Tucídides), en el cual Atenas fue conocida más ampliamente por la historiografía griega con el de Imperio ateniense, impulsando una guerra agresiva contra el Imperio aqueménida. Para mediados del siglo, los medos habían sido expulsados del Egeo y obligados a ceder el control de una amplia cantidad de territorios a los atenienses. Al mismo tiempo, Atenas incrementó su poder. Durante el curso del siglo, varios de sus exaliados independientes fueron reducidos al estatus de estados tributarios de la Liga de Delos; estos tributos se emplearon en el mantenimiento de una poderosa flota y, luego de mitad de siglo, para financiar grandes programas de obras públicas en Atenas.
Para más información, véase Muros largos de Atenas
A poco de instaurada la Pentecontecia, comenzaron a surgir fricciones entre Atenas y las polis peloponesias, incluida Esparta; tras la salida de los persas de Grecia, Esparta trató de evitar la reconstrucción de las murallas atenienses (sin las murallas, los atenienses habrían estado indefensos ante un ataque por tierra y sujetos al control espartano), en vano. Según Tucídides, aunque los espartanos no reaccionaron en ese momento, «se sintieron ofendidos sin manifestarlo». Los incidentes motivados por la reconstrucción de las murallas de Atenas comenzaron a deteriorar sensiblemente las relaciones entre esta y Esparta.
En 465 a. C. volvieron a estallar conflictos entre las polis con el inicio de una revuelta ilota en Esparta. Los espartanos solicitaron ayuda a todos sus aliados, Atenas incluida, para sofocar la rebelión. Atenas envió un contingente considerable pero, al llegar, los espartanos rechazaron su concurso; los soldados atenienses hubieron de volver a su ciudad, mientras que los de los demás coligados obtuvieron permiso de quedarse y participar en la empresa. Según Tucídides, los espartanos actuaron de tal manera por temor a que los atenienses cambiasen de bando y apoyaran a los ilotas; ofendidos, los atenienses repudiaron su alianza con Esparta. Cuando finalmente los rebeldes ilotas debieron rendirse y abandonar el país, los atenienses los establecieron en una ciudad estratégica, Naupacto, en el golfo de Corinto.
Para más información, véase La rebelión del monte Itome
En 459 a. C., Atenas se aprovechó de una guerra entre la ciudad vecina de Mégara y Corinto, ambas aliadas de Esparta, para sellar una liga con la primera, obteniendo así un asidero fundamental en el istmo de Corinto. A continuación se desató un conflicto que duró quince años, conocido comúnmente como la primera guerra del Peloponeso, en el cual Atenas luchó con intermitencia contra Esparta, Corinto, Egina y otros estados griegos. Durante parte de este conflicto, Atenas controló no solo Mégara, sino también Beocia. Sin embargo, cuando este terminó, los atenienses, que afrontaban una gran invasión espartana del Ática, cedieron los territorios que habían ganado en la Grecia continental, y tanto Atenas como Esparta se reconocieron mutuamente el derecho a dominar sus respectivos sistemas de alianzas. Oficialmente, la guerra concluyó con la Paz de los Treinta Años, firmada durante el invierno de 446-445 a. C.

## Catalizadores de la guerra
Dos acontecimientos condujeron a la reanudación de la guerra que rompía la Paz de los Treinta Años firmada en 446-445 a. C.:
- la guerra entre Corinto y Córcira
- y la defección de Potidea, colonia de Corinto.

Dos hechos trascendentales fueron los detonantes de la conflagración:
- el decreto ateniense contra Mégara, descrito más abajo.
- y el mencionado crecimiento extraordinario del poder de Atenas.[14]

### Guerra entre Corinto y Córcira
En el 435 a. C., Córcira y Corinto rompieron hostilidades. Corinto, con colonias en el Adriático, intervino en la stasis (guerra civil) entre demócratas y oligarcas de su colonia de Epidamno y envió clerucos (colonos) y una guarnición. Los oligarcas pidieron ayuda a Córcira, antigua colonia de Corinto, y aquella asedió por mar a la ciudad de Epidamno con 40 barcos y la cercaron por tierra los exiliados de esta ciudad y sus aliados ilirios. Los corintios enviaron una expedición formada por naves y contingentes peloponesios y jonios aliados de algunos miembros de la Liga del Peloponeso, como los tebanos. Los corcireos fueron a Corinto y solicitaron el arbitraje de la Liga del Peloponeso y del oráculo de Delfos. Como los corintios se opusieron, se entabló una batalla naval frente al promontorio de Leucimna, en Córcira, en la que vencieron los corcireos, que expugnaron Epidamno, la cual firmó la capitulación.
Dos años después de su victoria naval, en 433 a. C., Córcira solicitó su inclusión en la Liga de Delos, puesto que los corintios estaban preparando una gran flota para consumar su venganza.
Según Plutarco, los atenienses, a sugerencia de Pericles, les enviaron una flota de diez trirremes, una mínima escuadra disuasoria, bajo el mando de Lacedemonio (hijo de Cimón de Atenas), y posteriormente otro contingente de veinte, con la orden expresa de no trabar combate con los corintios si estos no atacaban a la ciudad de Córcira.
En la batalla de las islas Síbota, se enfrentaron las flotas corcirea y corintia pero, antes de la inminente victoria de los corintios, estos divisaron una escuadra de veinte naves atenienses que se acercaban. Los corintios, que ignoraban cuál era o podría ser la magnitud de la flota ateniense, se retiraron.
Córcira concluyó un epimachía (alianza defensiva) con Atenas para no vulnerar las cláusulas de la Paz de los Treinta Años, que conllevó la presencia ateniense en los puertos de Córcira, impidiendo a Corinto frenar la expansión ateniense hacia Occidente.

### Defección de Potidea
Los intereses atenienses y corintios chocaron también en el norte del mar Egeo. Potidea, ciudad de Calcídica, miembro de la Confederación de Delos, mantenía relaciones con su metrópoli, Corinto, que seguía enviando a los epidemiurgos.
Atenas ordenó a Potidea derribar la muralla del lado del mar, que la separaba de la península de Palene, que entregasen rehenes y que no aceptase la presencia de los magistrados corintios.
Potidea contaba con el apoyo de Esparta y del rey macedonio Pérdicas II, por lo que se negó. Los espartanos les habían prometido invadir el Ática en el caso de que los atenienses atacasen Potidea. Esta anunció su retirada de la alianza ateniense en el 432 a. C., y acogió dentro de sus murallas a un cuerpo expedicionario de corintios y peloponesios, mandados por Aristeo de Corinto, lo que casi supuso la ruptura del pacto del 446 a. C. por parte de los corintios, ya que la expedición estaba formada por voluntarios.
Atenas envió sus fuerzas a Tracia a principios del 432 a. C. contra Pérdicas al estallar la rebelión de Potidea. Según algunos historiadores que se basan en las listas de tributos del 432 a. C., es posible que Atenas, con vistas a la guerra con este rey, aumentara de 6 a 15 talentos el tributo (phoros) de Potidea.
La rebelión de Potidea había sorprendido al cuerpo expedicionario ateniense de treinta trirremes enviado contra Pérdicas; estos resultaban insuficientes para asediar Potidea. Por ello, primero se apoderó de Terma, después sitió Pidna y obligó a los macedonios a firmar la paz con Atenas.
Poco después Atenas ordenó el ataque a Potidea y envió nuevas tropas mandadas por Calias y por Formión. No envió más contingentes en previsión de que Esparta cumpliera la promesa hecha a Potidea de invadir el Ática.

### El Decreto de Mégara
En 447 a. C., después de la derrota de los atenienses, batidos por los beocios en Coronea, los megarenses se rebelaron. Con la ayuda de los corintios, sicionios y epidaurios masacraron la guarnición ateniense. Mégara que se había unido a Atenas al separarse de la Liga del Peloponeso, cambió su alianza. En respuesta Atenas envió tropas para reconquistar Pegas. La Ekklesía (asamblea del pueblo ateniense) promulgó un decreto que les excluía de todos los puertos y fondeaderos del Imperio ateniense. Tales medidas afectaron gravemente a la economía de Mégara, que pidió a Esparta y a la Liga del Peloponeso la guerra contra Atenas. Esta fue una de las causas que precipitaron el inicio de la guerra.

### La ruptura de la paz
En 440 a. C., la Paz de los Treinta Años fue puesta a prueba cuando Samos, uno de los aliados más poderosos de Atenas, se rebeló contra la alianza. Los rebeldes se aseguraron rápidamente el apoyo de un sátrapa persa, y Atenas se encontró ante la necesidad de encarar revueltas a lo largo de su imperio. Los espartanos, cuya intervención hubiese desatado una guerra para determinar el destino del imperio, convocaron a sus aliados a un congreso para discutir la posibilidad de entrar en guerra con Atenas. No obstante, la decisión del congreso fue no intervenir; los atenienses aplastaron la revuelta y la paz se mantuvo.
La segunda prueba para la paz, y la causa inmediata de la guerra, llegó en la forma de varias acciones atenienses específicas que afectaron a los aliados de Esparta, principalmente a Corinto. Atenas había sido convencida de intervenir en una disputa entre Corinto y Córcira respecto de la guerra civil en Epidamnos y, en la batalla de Síbota, un pequeño contingente de trirremes atenienses jugaron un papel sumamente importante al evitar que la flota corintia capturase Córcira. Sin embargo, cabe notar que los atenienses habían recibido instrucciones indicándoles que no interviniesen en la batalla. La presencia de navíos de guerra de Atenas cerca del lugar donde tenía lugar la batalla fue suficiente para disuadir a los corintios de aprovechar su victoria, salvando así a la mayor parte de la derrotada flota corcirea. Después de eso, Atenas sitió Potidea, un aliado tributario de los atenienses y ex colonia de Corinto.
| Ciudades griegas Jónicas Dóricas Macedonias | Ciudades no griegas Tracias De población mixta tirreno-pelasga |

Polis griegas del Egeo septentrional en :
Ciudades griegas
Jónicas
Dóricas
Macedonias
Ciudades no griegas
Tracias
De población mixta tirreno-pelasga

Ultrajados, los corintios comenzaron a presionar a Esparta para que tomara alguna medida en contra de Atenas. Mientras, Corinto ayudaba de manera no oficial a Potidea infiltrando grupos de soldados dentro de la ciudad sitiada para ayudar a su defensa. Estos acontecimientos fueron una violación directa al Tratado de los Treinta Años, que, entre otras cosas, había estipulado que las Ligas de Delos y del Peloponeso respetarían mutuamente sus autonomías y cuestiones internas.
Una nueva provocación surgió en la forma de un decreto ateniense (promulgado en 433/2 a. C.) que imponía estrictas sanciones comerciales contra Mégara (otra aliada de Esparta tras la primera guerra del Peloponeso). Las sanciones, conocidas en conjunto como el Decreto de Mégara, fueron ignoradas por Tucídides, pero los historiadores económicos modernos han notado que prohibir a Mégara comerciar con el próspero Imperio ateniense habría sido desastroso para Mégara y, por lo tanto, consideran al decreto como una causa más de la guerra.
En medio de estos eventos, los espartanos llamaron a una reunión de la Liga del Peloponeso en Esparta en el año 432 a. C. Esta reunión recibió a representantes de Atenas al igual que a aquellos provenientes de las ciudades miembros de la Liga, y se convirtió en el escenario del debate entre atenienses y corintios. Tucídides informó que, hasta ese momento, los corintios habían condenado la inacción de los espartanos, advirtiéndolos de que, si seguían pasivos, pronto se hallarían rodeados de enemigos y sin ningún aliado. Como respuesta, Atenas recordó a Esparta su historial de victorias militares contra Persia y la previno de los peligros de enfrentarse a un Estado tan poderoso. Imperturbable, la mayoría de la asamblea espartana votó que los atenienses habían roto la paz, declarando, en esencia, la guerra.
El historiador Simon Hornblower afirma que de la narración de Tucídides se desprende que la causa profunda de la guerra se gestó durante la Pentecontecia, los 50 años que mediaron entre el final de la segunda guerra médica y el estallido de la guerra del Peloponeso. Dice también que el relato tucidídeo de los acontecimientos de la década 445-435 a. C. «son tratados no como parte de esos cincuenta años, a los que pertenecen estrictamente hablando, sino como parte de la sucesión de hechos que fueron la causa inmediata de la guerra». Añade que Tucídides en el libro I.23.6, «desarrolla la primera teoría de la causalidad histórica», donde dice que:

La causa más verdadera, aunque la que menos se manifiesta en las declaraciones, pienso que la constituye el hecho de que los atenienses, al hacerse poderosos e inspirar miedo a los lacedemonios, los obligaron a luchar. Pero las razones declaradas públicamente, por las cuales rompieron el tratado de la Paz de los Treinta Años y entraron en guerra, fueron las siguientes...

Se describen en las secciones subsiguientes.

## La guerra arquidámica

Los Muros Largos que rodeaban Atenas y la unían con El Pireo

Esparta y sus aliados, excepto Corinto, eran dominios con base predominante en tierra, capaces de convocar a grandes ejércitos terrestres que eran prácticamente invencibles (gracias a las legendarias fuerzas espartanas). El Imperio ateniense, pese a tener base en la península del Ática, se extendía entre las islas del mar Egeo; los atenienses obtenían su riqueza del tributo que pagaban esas mismas islas. Atenas mantenía su imperio por medio de su poderío naval. Por este motivo ambos estados eran relativamente incapaces de plantar una batalla decisiva.
La estrategia espartana durante la primera guerra, a la que se denomina guerra arquidámica, por el rey Arquidamo II de Esparta, era invadir el territorio que rodeaba a Atenas. Pese a que esta invasión privó a Atenas del producto de las tierras circundantes, los atenienses conservaron su acceso al mar y no sufrieron mucho el asedio. Muchos de los pobladores del Ática abandonaron sus granjas y se trasladaron dentro de los Muros Largos que conectaban Atenas con su puerto de El Pireo. Los espartanos también ocuparon Ática durante períodos intermitentes de tres semanas; siguiendo la tradición del sistema hoplítico, los soldados esperaban regresar a sus casas para participar en la cosecha. Además, era necesario mantener el control sobre los esclavos espartanos, conocidos como ilotas, quienes no podían quedar sin supervisión por períodos prolongados. La invasión espartana más extensa, en 430 a. C., duró apenas cuarenta días.
Inicialmente, la estrategia ateniense la fijaba el strategos, o general, Pericles, quien aconsejaba a los atenienses evitar la batalla en terreno abierto contra los numerosos y bien entrenados hoplitas, y depender de su flota. La marina de guerra ateniense, la de mayor predominio en toda Grecia, asumió la ofensiva, consiguiendo una victoria en la batalla de Naupacto. Sin embargo, en 430 a. C. una plaga golpeó a Atenas. La plaga arrasó la población de la ciudad y, a largo plazo, fue una de las causas principales de su derrota final. La plaga mató, antes de que se extinguiera en el año 427 a. C., a más de cuatro mil hoplitas, trescientos soldados de caballería y un número indeterminado de ciudadanos de las clases bajas y de marineros, quizás un tercio de la población de Atenas, incluidos Pericles y sus hijos. En consecuencia, la cantidad de soldados se vio reducida drásticamente, e incluso los mercenarios extranjeros se negaban a ser contratados por una ciudad asolada por la plaga. El temor era tal que la invasión espartana a Ática fue abandonada, puesto que las tropas no deseaban arriesgarse a contraer la enfermedad.
Tras la muerte de Pericles, los atenienses abandonaron en cierto modo su estrategia conservadora y defensiva, adoptando una más agresiva y llevando la guerra a Esparta y a sus aliados. Cleón, líder de la facción más militarista dentro de la democracia ateniense, adquiría cada vez mayor importancia. Dirigidos militarmente por un astuto nuevo general, Demóstenes (quien no debe ser confundido con el orador ateniense), los soldados atenienses lograron algunos triunfos mientras continuaban con sus ataques navales sobre el Peloponeso. Atenas extendió su actividad militar a Beocia y Etolia, y comenzó a fortificar sus bases militares alrededor del Peloponeso. Una de ellas se encontraba cerca de Pilos en una pequeña isla llamada Esfacteria, que en el curso de la primera guerra se puso a favor de Atenas. La base, establecida en las afueras de Pilos, golpeó a Esparta en su punto más débil: su dependencia de los ilotas. Esparta era dependiente de una clase de esclavos, conocidos como ilotas, para que se encargaran de las plantaciones mientras los ciudadanos se entrenaban para convertirse en soldados. Los ilotas hacían posible el sistema espartano, pero ahora la base ateniense en Esfacteria estaba atrayendo a los ilotas fugitivos. Además, el temor de una revuelta general de ilotas acicateados por la presencia ateniense hizo que los espartanos entraran en acción. Demóstenes, sin embargo, realizó una contramaniobra y atrapó a un grupo de soldados espartanos en Esfacteria, esperando que se rindieran, pero semanas más tarde, aún era incapaz de acabar con ellos. Después de jactarse de que él podría poner fin a los asuntos en la Asamblea, el inexperto Cleón logró una gran victoria en la batalla de Pilos y la sucesiva batalla de Esfacteria en 425 a. C. Los atenienses capturaron entre trescientos y cuatrocientos hoplitas espartiatas; los prisioneros fueron utilizados por Atenas como elementos de negociación.
Después de la batalla, Brásidas, uno de los generales espartanos, reunió un ejército de aliados e ilotas y se dirigió hacia una de las fuentes del poderío de Atenas: la colonia de Anfípolis, que controlaba a un gran número de minas de plata cercanas, que Atenas empleaba para financiar la guerra. Cabe destacar que en esta época el historiador Tucídides ostentaba el cargo de general ateniense y que fue exiliado por su fracaso de impedir que Brásidas conquistase Anfípolis. Tucídides llegó demasiado tarde para reforzar las tropas que defendían la ciudad, hecho que llevó a que lo culparan de su caída. En batallas posteriores, tanto Brásidas como Cleón cayeron muertos (véase batalla de Anfípolis). Esparta y Atenas acordaron cambiar a los prisioneros por las ciudades capturadas por Brásidas, y firmaron una tregua.

## Paz de Nicias
Tras la muerte de Cleón y Brásidas, belicosos guerreros de ambas naciones, la Paz de Nicias duró alrededor de seis años. No obstante, esta fue una época de escaramuzas constantes en el interior y en las inmediaciones del Peloponeso. Mientras los espartanos se contuvieron de entrar en acción, algunos de sus aliados comenzaron a hablar de revolución. Estas ideas eran apoyadas por Argos, un poderoso Estado del Peloponeso que había permanecido independiente de Lacedemonia. Con la ayuda de los atenienses, los argivos tuvieron éxito forjando una coalición de estados democráticos en el Peloponeso que incluía a estados importantes como Mantinea y Elis. Los primeros intentos de Esparta por quebrar la coalición fracasaron, y comenzó a cuestionarse el liderazgo del rey de Esparta, Agis II. Envalentonados, los argivos y sus aliados, con el apoyo de un pequeño ejército ateniense al mando de Alcibíades, se pusieron en marcha para tomar la ciudad de Tegea, cercana a Esparta.
La batalla de Mantinea (418 a. C.) fue la mayor batalla librada dentro del territorio griego durante la guerra del Peloponeso. Los lacedemonios, junto con sus vecinos tegeatas, se enfrentaron al ejército combinado de Argos, Atenas, Mantinea y Arcadia. En la batalla, la coalición aliada logró varias victorias iniciales, pero fracasó en capitalizarlas; esto permitió que las fuerzas de élite espartanas derrotaran a la coalición. El resultado fue una victoria total para Esparta, que rescató a su ciudad del borde de la derrota estratégica. La alianza democrática se fracturó y muchos de sus miembros regresaron a la Liga del Peloponeso. Mediante su victoria en Mantinea, Esparta consiguió recuperarse de una mala situación y restablecer su hegemonía dentro del Peloponeso.

## La expedición a Sicilia

Itinerario de la flota ateniense a Sicilia

En el decimoséptimo año de la guerra (415-414 a. C.), llegó la noticia a Atenas de que uno de sus aliados más lejanos en Sicilia, Segesta había entrado en guerra con Selinunte, entre otras cosas, por disputas fronterizas. Los selinuntios invocaron la alianza común con Siracusa, ciudad que atacó a Segesta por tierra y mar. Segesta recordó a Atenas la alianza de esta última con la ciudad de Leontino, existente desde la primera expedición ateniense a Sicilia en 427 a. C., bajo el mando del estratego ateniense Laques. El pueblo de Siracusa era étnicamente dorio (al igual que los espartanos), mientras que los atenienses y sus aliados en Sicilia eran jonios. Atenas sintió la obligación de ayudar a sus aliados, sobre todo por el temor, manifestado y no infundado, de los habitantes de Segesta, de que Siracusa podría aniquilar a todos los aliados que aún les quedaban a los atenienses y segestanos en tierras sicilianas, y de que los siracusanios pudieran prestar ayuda militar a las demás polis dorias de la isla y, por tanto, menoscabar el poderío de Atenas. Segesta prometió sufragar los gastos que ocasionaría la guerra. Como primera medida, la asamblea ateniense decretó, tras oír a los embajadores de Segesta, enviar una delegación a la ciudad aliada para averiguar de cuánto dinero disponía en realidad, e informarse de la situación de la guerra contra Selinunte.
Los atenienses no actuaron únicamente desde una visión altruista: respaldados por Alcibíades, el líder de la expedición, soñaban con la conquista de toda Sicilia. Siracusa, la ciudad principal de Sicilia, no era mucho más pequeña que Atenas, y conquistar Sicilia habría llevado a Atenas una inmensa cantidad de recursos. Durante los últimos estadios de las preparaciones, personas desconocidas mutilaron las hermai (estatuas religiosas) de Atenas, y Alcibíades fue acusado de crímenes religiosos (Cf. Hermocópidas). Alcibíades exigió que lo enjuiciaran de inmediato para poder defenderse antes de la expedición. Los atenienses sin embargo le permitieron que partiera en la expedición sin ser enjuiciado (muchos creyeron que la razón fue prepararse mejor en su contra). Tras llegar a Sicilia, Alcibíades fue llamado de regreso a Atenas para el juicio. Temeroso de que lo condenaran injustamente, Alcibíades se pasó al bando de Esparta y Nicias quedó al mando. Luego de su traición, Alcibíades informó a los espartanos de que Atenas planeaba utilizar Sicilia como trampolín para la conquista de Italia, y emplear los recursos y soldados obtenidos con esas nuevas futuras conquistas para dominar todo el Peloponeso.
Las fuerzas atenienses consistían en más cien trirremes y cinco mil hombres entre infantería y tropas ligeras. La caballería se limitaba a unos 30 caballos, los cuales demostraron no estar a la altura de la mayor y mejor entrenada caballería siracusana. Con su llegada a Sicilia, varias ciudades se unieron en el acto a la causa ateniense. Nicias pospuso el ataque en lugar de efectuarlo de inmediato, y así la campaña terminó el año 415 a. C. con poco daño para Siracusa. El invierno se aproximaba y los atenienses debieron retirarse a sus cuarteles, pasando la dura estación reuniendo aliados y preparándose para destruir Siracusa. El retraso permitió a los siracusanos solicitar la ayuda de Esparta, quien envió al general Gilipo a Sicilia con refuerzos. Una vez en Italia, Gilipo montó un ejército formado por varias ciudades sicilianas y acudió al rescate de Siracusa. Después de tomar el mando de las tropas siracusanas, y tras una serie de batallas, el espartano derrotó a las fuerzas atenienses, evitando que invadieran la ciudad.
Nicias solicitó a Atenas refuerzos, siendo enviado Demóstenes con una nueva flota para unir sus fuerzas con las de Nicias. Se sucedieron más batallas y los siracusanos y sus aliados volvieron a derrotar a los atenienses. Demóstenes abogaba por una retirada a Atenas, pero al principio Nicias se negó. Tras nuevos reveses, Nicias estuvo de acuerdo en la retirada hasta que esta fue demorada por un mal augurio (un eclipse lunar). El retraso forzó a los atenienses a una batalla en el puerto de Siracusa. Los atenienses fueron completamente derrotados y Nicias y Demóstenes condujeron al resto de sus fuerzas tierra adentro en busca de aliados. La caballería siracusana los atacó sin piedad, matando o esclavizando a quienes quedaban de la poderosa flota ateniense.

## La segunda guerra: Guerra de Decelia
Los lacedemonios no se limitaron simplemente a enviar ayuda a Sicilia; también resolvieron llevar la guerra a territorio ateniense. Con el consejo de Alcibíades, fortificaron Decelia, cerca de Atenas, y evitaron que los atenienses pudieran utilizar sus tierras durante todo el año. La fortificación de Decelia impidió el envío de suministros a Atenas por tierra, obligando a que fueran transportados por mar con un coste mayor. Lo peor de todo quizá fuera que el trabajo en las minas de plata cercanas fue completamente interrumpido, ya que unos veinte mil esclavos atenienses fueron liberados por los hoplitas espartanos en Decelia. Con los mil talentos del tesoro y reservas de emergencia diluyéndose, los atenienses tuvieron que demandar mayores tributos a sus aliados, aumentando aún más la tensión y la amenaza de otra rebelión dentro del Imperio.
Los corintios, los espartanos y otros miembros de la Liga del Peloponeso enviaron más refuerzos a Siracusa, esperando rechazar a los atenienses; pero en lugar de retirarse, estos mandaron otras cien naves y cinco mil hombres a Sicilia. Bajo las órdenes de Gilipo, los siracusanos y sus aliados consiguieron derrotar totalmente a los atenienses en tierra; además, Gilipo alentó a los siracusanos a construir una armada, la cual logró vencer a la flota ateniense cuando intentaban la retirada. El ejército de Atenas, buscando escapar por tierra a otras ciudades más amistosas de Sicilia, fue dividido y derrotado; los soldados del ejército ateniense fueron vendidos como esclavos y toda la flota fue destruida.
Tras la victoria sobre los atenienses en Sicilia, todos creían que el fin de su Imperio estaba próximo. Su tesoro casi se había agotado, sus astilleros estaban vacíos y sus jóvenes muertos o prisioneros en territorio extranjero. Sin embargo, la fuerza del Imperio ateniense fue subestimada, aunque ciertamente el comienzo del fin estaba cerca.

### Atenas se recupera
Después de que la fuerza expedicionaria ateniense fuera destruida, Lacedemonia fomentó la revuelta por parte de los aliados tributarios de Atenas, y gran parte de Jonia se levantó contra los atenienses. Los siracusanos pusieron su flota a disposición de los peloponesios, y los persas decidieron apoyar a los espartanos mediante dinero y barcos. Las revueltas y las diversas facciones amenazaban a la mismísima Atenas.
Los atenienses lograron sobrevivir por varias razones: Corinto y Siracusa tardaron en trasladar sus flotas al Egeo, y los demás aliados de Esparta también se retrasaron aprovisionando sus tropas y barcos. Los estados jonios que se rebelaron esperaban recibir protección, por lo que muchos regresaron al bando ateniense. Incluso los persas se demoraron en proveer los fondos y naves que habían prometido, frustrando los planes de batalla.
En el momento en que comenzó la guerra, los atenienses habían ahorrado un poco de dinero y tenían cien navíos para ser empleados como último recurso. Una vez que zarparon, esas naves se convirtieron en el centro de la flota ateniense durante el resto de la guerra. En Atenas tuvo lugar una revolución oligárquica donde un grupo de cuatrocientos personas tomaron el poder. La paz con Esparta habría sido posible, pero la flota de Atenas, ahora con base en la isla de Samos, se negó a aceptar los cambios políticos. En 411 a. C., esta misma flota se enfrentó a los espartanos en la batalla de Sime. La flota designó a Alcibíades como su líder y continuó la guerra en nombre de Atenas. Su oposición llevó a que se restituyera el gobierno democrático a los dos años.
Alcibíades, pese a ser repudiado por traidor, aún tenía peso dentro de Atenas. Evitó que la flota ateniense atacase su metrópoli, ayudando a restaurar la democracia por medios de presión más sutiles. También convenció a la flota de Atenas de atacar a los espartanos en la batalla de Cícico (410 a. C.). Durante esta batalla, los atenienses aniquilaron a la flota espartana y lograron restablecer la base financiera de su Imperio.
Entre 410 y 406 a. C., Atenas obtuvo varias victorias continuas y recuperó una buena parte de su Imperio. En gran parte, todo esto se debió a Alcibíades.

### El triunfo de Lisandro y la rendición de Atenas

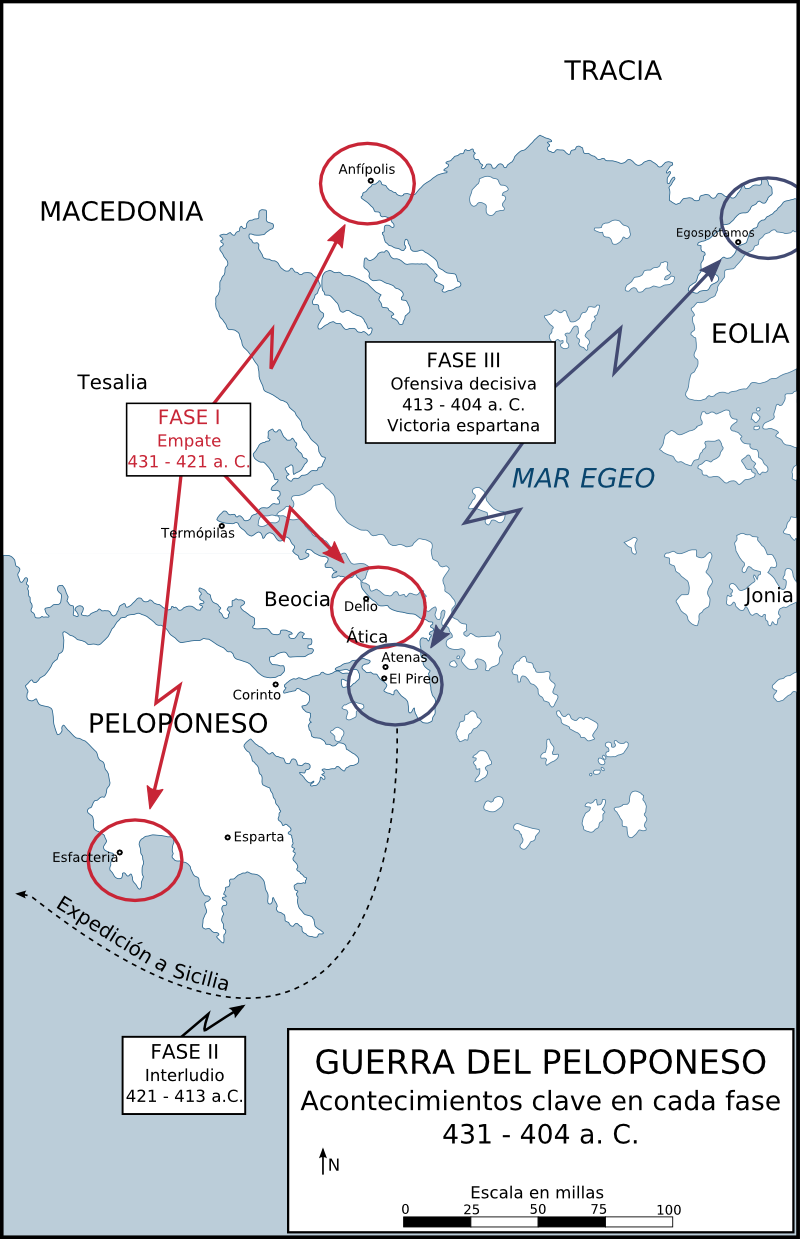
Las acciones clave de cada fase

A continuación de una victoria menor de Esparta por parte del hábil general Lisandro en la batalla naval de Notio en 406 a. C., Alcibíades no fue reelegido general de los atenienses y se autoimpuso el exilio de la ciudad. Atenas resultó victoriosa en la batalla naval de Arginusas, donde la flota espartana comandada por Calicrátidas perdió setenta navíos y veinticinco los atenienses. Sin embargo, debido a las pésimas condiciones climáticas, los atenienses no pudieron rescatar a las tripulaciones varadas ni acabar con la flota espartana. Pese a la victoria, estos fracasos fueron causa de indignación en Atenas y desencadenaron un polémico juicio. El proceso judicial acabó con la ejecución de seis de los mejores comandantes navales de Atenas. Ahora la supremacía marítima ateniense podía ser desafiada debido a la pérdida de sus líderes más capaces y la baja moral de los tripulantes.
A diferencia de algunos de sus predecesores, Lisandro, el nuevo navarco (almirante) espartano, no era miembro de la familia real de Esparta y era formidable en cuanto a estrategias navales; era un hábil diplomático que incluso había cultivado una buena relación personal con el príncipe persa Ciro el Joven, hijo de Darío II. Aprovechando la oportunidad, la flota espartana partió de inmediato hacia el Helesponto, la fuente de suministro de cereales de Atenas. Bajo la amenaza de la hambruna, la flota ateniense no tuvo otra opción que enfrentarse a los espartanos. Por medio de una astuta estrategia, Lisandro derrotó completamente a la flota ateniense en 405 a. C., en la batalla de Egospótamos, destruyendo ciento sesenta y ocho navíos y capturando entre trescientos y cuatrocientos marineros atenienses. Solo doce barcos atenienses escaparon, y varios de estos navegaron hacia Chipre, llevando al strategos Conón, quien deseaba evitar el juicio de la Asamblea.
Debido al hambre y las enfermedades causadas por un asedio prolongado, Atenas se rindió en 404 a. C. y sus aliados hicieron lo mismo al poco tiempo. Los demócratas de Samos, leales hasta el final, continuaron resistiendo y se les permitió huir para salvar sus vidas. Las condiciones de la rendición privaron a Atenas de sus muros, su flota y todas sus posesiones de ultramar. Corinto y Tebas exigieron la destrucción de Atenas y la esclavitud para todos sus ciudadanos. Sin embargo, los espartanos anunciaron su rechazo a destruir una ciudad que había prestado servicio a Grecia en tiempos de gran necesidad; Esparta incorporó a Atenas a su propio sistema político; ahora tendría «los mismos amigos y enemigos» que Esparta.
Los victoriosos espartanos fueron clementes con Atenas, pese a la oposición de Corinto y Tebas.

## Consecuencias
Durante un corto periodo, Atenas fue gobernada por los «Treinta Tiranos», suspendiéndose el régimen democrático. Este nuevo gobierno fue establecido por Esparta. En 403 a. C., Trasíbulo derribó a los oligarcas y restauró la democracia.
Pese a que el poderío ateniense estaba fracturado, la guerra de Corinto supuso una pequeña mejoría y Atenas siguió teniendo un papel activo en la política griega. A su vez, Esparta fue derrotada por Tebas en la batalla de Leuctra en 371 a. C., pero la conquista de Grecia por parte de Filipo II de Macedonia puso fin a todo unos años más tarde.

## Contexto: Trasfondo de la guerra
Progresivamente, Atenas intervino en asuntos internos de las polis sometidas o aliadas; así, ciertos casos criminales debían ser juzgados en Atenas por tribunales atenienses aunque se hubieran cometido en una de las polis aliadas.
La gran concentración humana dentro de las murallas de Atenas constituyó un público excelente para la difusión de panfletos, cuyo único ejemplar completo que se ha preservado es el Viejo Oligarca.
Tucídides relata lo que supuso para Atenas tener que evacuar, aunque no enteramente, el Ática. Para muchos habitantes de los demos rurales, y para los agricultores y ganaderos que vivían en Atenas, la guerra supuso un cambio radical en su modo de vida.
En el campo de las artes, después de la victoria en la batalla de Esfacteria (425 a. C.) y la Paz de Nicias, en Atenas se reanudó la construcción del Templo de Atenea Niké (425 a. C.-420 a. C.). Debido a la guerra, los escultores Fidias y Policleto emigraron a Olimpia y Argos, respectivamente.
Cleón de Halicarnaso, en uno de sus tratados, aconsejaba a Lisandro la manera de reformar la realeza en Esparta, basada en el talento, al mencionar: «la realeza no es más que una profesión como las otras».
Se escribieron un gran número de obras técnicas: los tratados médicos hipocráticos, el primer libro de urbanismo escrito por Hipódamo de Mileto, Damón y Glauco de Regio escribieron tratados de música, Sófocles escribió una monografía sobre el coro, el escultor Policleto y el pintor Parrasio teorizaron sobre su técnica.
El ámbito donde se aprecia más diferencia entre los periodos anterior y posterior a la guerra, es quizá el de la teoría y la práctica militares. El siglo V a. C. es la época del ciudadano hoplita: Demóstenes señala el contraste con su época:

Me dicen que en la guerra del Peloponeso los espartanos y todos los demás luchaban durante cuatro o cinco meses en el verano; invadían, asolaban la campiña con un ejército de ciudadanos hoplitas y regresaban a casa. Pero ahora Filipo encabeza un ejército no solo de hoplitas, sino de tropas de infantería ligera, caballería, arqueros, mercenarios, y sus campañas duran todo el verano y todo el invierno.
Demóstenes, Tercera Filípica 343.

El profesionalismo en la guerra del Peloponeso surgió debido a los prolongados periodos que los ejércitos permanecían alejados de su patria, (al igual que Cayo Mario en las largas guerras que disputó en Hispania); si bien es cierto que los asirios ya habían contado con un ejército profesional. Los generales tenían que idear nuevos métodos de combate. Uno o dos años de guerra procuraron más cambios de los que se habían visto en toda la Pentecontecia: Formión combatió con sus tripulantes muy bien preparados en mar abierto, cuando en la batalla de Síbotas, la lucha se libraba desde cerca, parecida a una batalla terrestre (pezomachia), dado la ausencia de maniobras tácticas, como en la batalla de Salamina.
Los largos periodos alejados de la ciudad incrementaron el profesionalismo. La Anábasis de Jenofonte abunda en ejemplos:
- Tisafernes se asesoró con un griego de Zacinto consejero militar especializado.
- Al final de la Expedición de los Diez Mil, Cerétadas de Tebas preguntó en Bizancio «si alguna ciudad o tribu necesita un general».[43]
- Los sofistas ofrecían la táctica como parte de su programa de estudios. Platón y Jenofonte se hicieron eco de la pretensión de aquellos de educar en cuestiones militares.[44]
- Platón hace un estudio sobre el valor en su obra Laques, aparecida poco después de la batalla de Delio (424 a. C.) En ella desdeña la hoplomaquia (lucha con armas de los hoplitas) y ensalza al hombre valeroso que permanece en la línea, que resiste al enemigo y rehúsa huir. A los hoplitas espartanos los califica Jenofonte de maestros de la guerra.[45] Asimismo, el escritor ateniense acota el cambio producido del militar aficionado al profesional en sus tratados De la equitación, el Jefe de la Caballería, y en menor medida en la Ciropedia (amplio análisis sobre el liderazgo). El predecesor de Jenofonte en este género fue un tal Simón Hípico, quien, a pesar de que lo despreciaba, le sirvió de inspiración.[46]
- La Poliorcética de Eneas el Táctico (años 350 a. C.) es un tratado militar extenso, «la primera recopilación de estratagemas».[47]
- Varios son los motivos por los que la ciencia bélica, y, en concreto las cualidades del mando, no se desarrollaron antes del siglo IV a. C.:
  - la escasez de manuales al respecto.
  - la limitación de los poderes del general.
  - los ciudadanos hoplitas priorizaban mantener la formación y la defensa de su territorio, lo que retenía parte de los efectivos disponibles e impedía la constitución de fuerzas de reserva, cuya importancia para un general fue patente a finales del siglo V y principios del IV a. C., como por ejemplo en las luchas entre siciliotas y cartagineses,[48] y que abundan en las guerras de Alejandro Magno, y a las que un general podía recurrir para lanzarlas en el momento crítico de una batalla. Según Hornblower la revolucionaria falange con una columna de 50 soldados de profundidad, que desplegó el general tebano Epaminondas en la batalla de Leuctra (371 a. C.) fue gracias a la reserva estratégica con la que contaba.[49][50]
  - un general debía mandar «desde delante» una batalla, por lo que poco podía hacer para dirigirla en lo más reñido de la refriega.
  - El carácter político de su nombramiento por una polis, que no quería dejar el mando a un solo hombre. En Esparta los reyes tenían que dar cuentas en caso de mala conducta en el campo de batalla.[51][52] Los generales atenienses podían ser depuestos, eran diez y su cargo era anual.

Característico de esta guerra fue la utilización de mercenarios, los profesionales por excelencia. El empleo clásico tardío difería del arcaico:
- en la época arcaica su procedencia era de zonas empobrecidas como Creta, Arcadia, Caria; y era una alternativa a la colonización.
- En Persia, en los inicios de la guerra del Peloponeso (guerra arquidámica), Pisutnes disponía de un contingente mercenario,[53] Tisafernes y Farnabazo II tuvieron a sus órdenes mercenarios.[54]
- en el siglo IV a. C. los mercenarios son también de otras polis de la Antigua Grecia afectadas por los problemas económicos. Un estudio ha demostrado el alto porcentaje de oficiales atenienses y espartanos frente al de arcadios y aqueos en la Expedición de los Diez Mil (401-399 a. C.)[55]

La evolución de las unidades militares y de las armaduras, más ligeras, se inicia también en la guerra del Peloponeso:
- Ifícrates utilizó peltastas armados con escudos ligeros (peltas) y calzados con botas ligeras, que tomaron su nombre: «ificrátidas».[56]
- El strategos ateniense, Trasíbulo pertrechó a cinco mil marinos como peltastas.
- Los peltastas atenienses, ayudados por hoplitas, aniquilaron un regimiento de seiscientos espartanos en Lequeo (391 a. C.), gracias a la combinación de armas pesadas y ligeras.[57]